# Cowpens
Cowpens is een plaats (town) in de Amerikaanse staat South Carolina, en valt bestuurlijk gezien onder Spartanburg County.

## Demografie
Bij de volkstelling in 2000 werd het aantal inwoners vastgesteld op 2279.
In 2006 is het aantal inwoners door het United States Census Bureau geschat op 2354, een stijging van 75 (3,3%).

## Geografie
Volgens het United States Census Bureau beslaat de plaats een oppervlakte van
6,0 km², geheel bestaande uit land. Cowpens ligt op ongeveer 249 m boven zeeniveau.

## Plaatsen in de nabije omgeving
De onderstaande figuur toont nabijgelegen plaatsen in een straal van 16 km rond Cowpens.